# Кубок Еквадору з футболу
Кубок Еквадору з футболу — клубний кубковий турнір із футболу в Еквадорі. Турнір був створений у 2018 році. Переможець турніру кваліфікується до Кубка Лібертадорес, а призери - до Південноамериканського кубка.

## Історія та формат
Змагання було затверджене Футбольною федерацією Еквадору 18 травня 2018 року.
У турнірі беруть участь 48 команд. 

## Фінали
| Рік     | Чемпіон                  | Рахунок                 | Фіналіст                 |
| ------- | ------------------------ | ----------------------- | ------------------------ |
| 2019    | ЛДУ Кіто                 | 2-0; 1-3 (ч)            | Дельфін                  |
| 2020-21 | змагання не проводилось  | змагання не проводилось | змагання не проводилось  |
| 2022    | Індепендьєнте дель Валле | 3-1                     | 9 жовтня                 |
| 2023    | змагання не проводилось  | змагання не проводилось | змагання не проводилось  |
| 2024    | Депортіво Ель Насьйональ | 1-0                     | Індепендьєнте дель Валле |

## Титули за клубами
| Клуб                     | Титули | Роки перемог |
| ------------------------ | ------ | ------------ |
| ЛДУ Кіто                 | 1      | 2019         |
| Індепендьєнте дель Валле | 1      | 2022         |
| Депортіво Ель Насьйональ | 1      | 2024         |